# Маријупољ
Маријупољ (укр. Маріуполь, рус. Мариуполь, грч. Μαριούπολη) је град у Украјини, у Доњецкој области. Према процени из 2012. у граду је живело 464.457 становника. Град се од 2022. године налази под управом Доњецке Народне Републике (ДНР).
Маријупољ је важна лука на Азовском мору.

## Историја

### Пре насељавања
Од 12. до 16. века, област око Мариупоља је била у великој мери девастирана и депопулисана интензивним сукобом између Кримских Татара, Ногајске хорде, Велике кнежевине Литваније и Велике московске кнежевине. До средине 15. века већи део региона северно од Црног и Азовског мора је припојен Кримском канату, вазалу Османског царства. Источно од реке Дњепар пуста степа протезала се до Азовског мора, где је недостатак воде чинио рано насељавање несигурним.
Будући да се налазио у близини Муравског пута, био је изложен честим нападима кримско-ногајских робова и пљачки татарских племена, што је спречавало трајно насељавање и одржавало га слабо насељеним, или чак потпуно ненасељеним, под татарском влашћу. Отуда је био познат као Дивље поље или 'Пусте равнице' (на латинском Campi Deserti).
У овом региону евроазијских степа, Козаци су се појавили као посебан народ крајем петнаестог и почетком шеснаестог века. Испод Дњепарских брзака налазили су се Запорошки козаци, слободњаци организовани у мале, лабаво повезане и веома покретне групе који су били сточари номади. Козаци су редовно продирали у степу ради риболова и лова, као и ради сеобе и стоке. Њихова независност од државне и земљопоседничке власти привукла је да им се придруже многи сељаци и кметови који су бежали из Државне заједнице Пољске и Литваније и Велике московске кнежевине.
Цариградски уговор из 1700. додатно је изоловао регион, јер је предвиђао да на обали Азовског мора до ушћа реке Мијус не сме бити насеља или утврђења. Године 1709, као одговор на козачки савез са Шведском против Русије, цар Петар Велики је наредио ликвидацију Запорошког Сича, и њихово потпуно и трајно протеривање са те области. Русија се 1733. спремала за нови војни поход против Османског царства и због тога је дозволила повратак Запорожана, иако је територија званично припадала Османском царству.
Према споразуму из Лубнија из 1734. Запорожани су повратили све своје некадашње земље. Заузврат, били су приморани да служе у руској војсци током рата. Такође им је било дозвољено да изграде ново утврђење на Дњепру под називом Нови Сич, иако су им услови забрањивали подизање утврђења. Ови услови су дозвољени само за стамбене просторе, на украјинском курени.
По повратку, запорошко становништво у овим крајевима било је изузетно ретко, па су у настојању да успоставе меру контроле увели структуру округа или паланки. Најближи округ модерном Мариупољу био је округ Калмијус, али његова граница се није простирала до ушћа реке Каљмијус, иако је ова област била део њене миграторне територије. После 1736. године, Запорошки козаци и Донски козаци (чији је главни град био у оближњем Новоазовску) дошли су у сукоб око тог подручја, што је довело до тога да је царица Јелисавета издала декрет 1746. којим се река Каљмијус означава као граница између две козачке војске.
Нешто после 1738, Београдски и Нишки споразуми из 1739, поред Руско-турске конвенције из 1741, као и следећи вероватно истовремени премер земљишта 1743–1746 (што је резултирало декретом о разграничењу из 1746. године), Запорошкки козаци су успоставили војну испоставу на високом рту на десној обали реке Каљмијус. Иако су детаљи о његовој изградњи и историји нејасни, ископавања су открила козачке артефакте, укључујући и друге предмете, у оквиру ограђеног простора површине око 120 квадратних метара у облику квадрата. Предстража је вероватно била скромна грађевина по томе што је лежала на територији Османског царства, а подизање утврђења на Азовском мору било је забрањено Нишким уговором.
Последњи татарски напад, покренут 1769. године, покрио је огромну област, прегазивши Нову руску провинцију са огромном војском у тешким зимским временским условима. У препаду су уништена Калмиусова утврђења и спаљени сви козачки зимовници. Године 1770. руска влада је током рата са Турском, померила своју границу са Кримским канатом на југозапад за више од две стотине километара. Овом акцијом покренута је утврђена линија Дњепра (од данашњег Запорожја до Новопетровке), чиме се полаже право на регион, укључујући место будућег Маријупоља, од Османског царства.
Након победе руских снага, Кучуккаинарџијским миром елиминисана је ендемска претња са Крима, тако да Украјина више није била погранично подручје (окрајина). Године 1775. Запорожје је укључено у Новоросијску губернију, а део земље на коју се полагало право иза утврђене линије Дњепра, укључујући савремени Маријупољ, укључен је у новоуспостављену Азовску губернију.

### Насељавање
После руско-турског рата од 1768. до 1774. године, губернатор Азовске губерније Василиј А. Чертков је 23. фебруара 1776. известио Григорија Потемкина да су у тој области пронађене рушевине древних кућа, а 1778. је планирао да изгради нови град 'Павловск. Међутим, 29. септембра 1779. на том месту је основан град Маријанопољ (грч. Μαριανόπολη) у округу Каљмијус. Руске власти су град именовале по руској царици Марији Фјодоровној; његов дефакто назив вуче порекло од назива грчког насеља Маријампола, предграђу Бахчисараја на Криму. Име је настало од иконе Одигитрије и Богородице. Након тога, 1780. године, руске власти су насилно преселиле многе православне Грке са Крима у област Маријупоља.
Године 1782. Мариупољ је био административно седиште свог округа у Азовској губернији Руске Империје, са 2.948 становника. Почетком 19. века изграђена је царинарница, црквено-парохијска школа, зграда лучке капетаније, среска верска школа и две приватне женске школе. До 1850-их број становника је нарастао на 4.600, а град је имао 120 продавница и 15 винских подрума. 1869. године, конзули и вицеконзули Пруске, Шведске, Норвешке, Аустроугарске, Римских држава, Италије и Француске основали су своја представништва у Маријупољу.
Након изградње железничке пруге од Јузовке до Маријупоља 1882. године, велики део пшенице узгајане у Јекатеринославској губернији и угаљ из Доњецког басена извозили су се преко луке Маријупољ (друге по величини у јужном делу Руске Империје после Одесе), која је служио је као кључни извор финансирања за отварање болнице, народне библиотеке, електране и градског водовода.
Маријупољ је остао локални трговачки центар све до 1898. године, када је белгијска подружница SA Providence Russe отворила челичану у Сартани, селу у близини Маријупоља (данас Ilyich Steel & Iron Works). Компанија је претрпела велике губитке и до 1902. је банкротирала, јер је дуговала 6 милиона франака компанији Провиденс и морала је да буде рефинансирана од стране банке l'Union Parisienne.
Млинови су донели културну разноликост у Маријупољ пошто су се имигранти, углавном сељаци из целог царства, преселили у град тражећи посао и бољи живот. Број радника порастао је на 5.400.
Године 1914. становништво Маријупоља достигло је 58.000. Међутим, у периоду од 1917. па надаље долази до континуираног опадања становништва и индустрије услед Фебруарске револуције и грађанског рата. Године 1933. изграђена је нова челичана (Азовстал) дуж реке Каљмиус.
Током Другог светског рата, град је био под немачком окупацијом од 8. октобра 1941. до 10. септембра 1943. За то време град је претрпео огромну материјалну штету и велике губитке. У октобру 1941. јеврејска популација је скоро уништена у две операције посебно осмишљене да их убију. Маријупољ је ослободила совјетска Црвене армије 10. септембра 1943. године.
Године 1948. Маријупољ је преименован у Жданов, по совјетском политичару Андреју Жданову, који је тамо рођен 1896. године. Име града враћено је у Маријупољ 1989. године.

### Руско-украјински рат

#### Рат од 2014. и развој догађаја до 2023.
После Револуције достојанства (2014), проруски и антиреволуционарни протести избили су широм источне Украјине. Овај немир је касније прерастао у рат између украјинске владе и сепаратистичких снага Доњецке Народне Републике или ДНР. У мају те године избила је битка између две стране у Маријупољу након што је он накратко дошао под контролу ДНР-а. Владине снаге су на крају поново заузеле град и у јуну 2015. Маријупољ је проглашен за привремену престоницу Доњецке области док град Доњецк не буде поново заузет.
Град је остао миран до краја августа, када је офанзива проруских снага са истока дошла на 16 километара од Маријупоља. У септембру је договорено примирје између две стране, чиме је та офанзива заустављена. Упркос овом прекиду ватре, мањи окршаји су настављени на периферији Маријупоља и наредних месеци. Да би заштитиле град, владине снаге су успоставиле три одбрамбене линије на његовој периферији, распоредиле тешку артиљерију и велике количине војске и трупа националне гарде.
Напад на Мариупољ покренуле су 24. јануара 2015. побуњеничке снаге Доњецке Народне Републике. Град су браниле снаге украјинске владе.
Након отварања Кримског моста, у мају 2018. године, теретни бродови који су ишли за Маријупољ нашли су се под инспекцијама руских власти што је довело до кашњења до недељу дана. Због тога су лучки радници стављени на четвородневни распоред. Дана 26. октобра 2018, The Globe and Mail је известио да је мост смањио украјински бродски промет из његових лука у Азовском мору укључујући Маријупољ) за око 25%.
Крајем септембра 2018. године, два брода украјинске морнарице су испловила из црноморске луке Одесе, прошла испод Кримског моста и стигла у Маријупољ. Али 25. новембра 2018, три брода украјинске морнарице која су покушала да ураде исто запленила је руска служба безбедности ФСБ током инцидента у Керчком мореузу 2018.

#### Руска инвазија и уништење града
Након руске инвазије на Украјину 2022., Маријупољ је био стратешка мета руских и проруских снага. Од 25. фебруара град је под опсадом. Црвени крст је 13. марта упозорио да је опсада постала хуманитарна криза. Месец дана након сукоба, украјинске власти су саопштиле да је око 90% зграда у Маријупољу оштећено или уништено. Хуманитарни радник из Црвеног крста описао је тамошње услове као апокалиптичне, уз забринутост за хуманитарну ситуацију узроковану великим оштећењем инфраструктуре, приступом канализацији и несташицом хране.
До 18. марта, Маријупољ је био потпуно опкољен и борбе су стигле до центра града, ометајући напоре за евакуацију цивила. Дана 20. марта, у руском бомбардовању уништена је уметничка школа у граду, у којој је било склониште око 400 људи. Истог дана, док су руске снаге наставиле са опсадом града, руска влада је захтевала потпуну предају, што је неколико украјинских владиних званичника одбило. Руске снаге су 24. марта ушле у центар Маријупоља у оквиру друге фазе инвазије. Градска управа је тврдила да су Руси покушавали да деморалишу становнике јавно узвикујући тврдње о руским победама, укључујући изјаве да је Одеса заузета. У телефонском разговору између руског председника Владимира Путина и француског председника Емануела Макрона 29. марта, Путин је изјавио да ће се бомбардовање Маријупоља окончати тек када украјинске трупе у потпуности предају Маријупољ с обзиром на напредно стање разарања у скоро заузетом граду.
Град се и у 2023. години налази под контролом руских снага, а у самом граду је обновљен тролејбуски саобраћај.

## Географија и екологија

### Географија
Маријупољ се налази на југу Доњецке области, на обали Азовског мора и на ушћу реке Каљмијус. Налази се у области Азовске низије која је продужетак Украјинске црноморске низије. Источно од Маријупоља је Хомутовска степа, која је такође део Азовске низије, која се налази на граници са Русијом.
Град заузима површину од 166 km², или 244 km² укључујући предграђа којима управља градско веће. Површина центра града износи 106 km², док је површина паркова и вртова 80,6 km².
Град је углавном изграђен на земљишту које је састављено од солоњецке (натријумом обогаћеном) црнице, са значајном количином подземних вода која често доводи до клизишта.

### Клима
Маријупољ има умереноконтиненталну климу (Кепенова класификација климе: Dfa) са топлим летима и хладним зимама. Просечна годишња количина падавина је 511 милиметара. Агроклиматски услови омогућавају гајење пољопривредних култура које воле топлину са дугим вегетативним периодима (сунцокрет, диње, грожђе итд.). Међутим, водни ресурси у региону су недовољни, па се баре и базени користе за потребе становништва и индустрије.
Зими ветар дува углавном са истока, а лети са севера.
| Клима Маријупољ (1991–2020, екстреми 1955–данас)                            | Клима Маријупољ (1991–2020, екстреми 1955–данас) | Клима Маријупољ (1991–2020, екстреми 1955–данас) | Клима Маријупољ (1991–2020, екстреми 1955–данас) | Клима Маријупољ (1991–2020, екстреми 1955–данас) | Клима Маријупољ (1991–2020, екстреми 1955–данас) | Клима Маријупољ (1991–2020, екстреми 1955–данас) | Клима Маријупољ (1991–2020, екстреми 1955–данас) | Клима Маријупољ (1991–2020, екстреми 1955–данас) | Клима Маријупољ (1991–2020, екстреми 1955–данас) | Клима Маријупољ (1991–2020, екстреми 1955–данас) | Клима Маријупољ (1991–2020, екстреми 1955–данас) | Клима Маријупољ (1991–2020, екстреми 1955–данас) | Клима Маријупољ (1991–2020, екстреми 1955–данас) |
| Показатељ \ Месец                                                           | .Јан.                                            | .Феб.                                            | .Мар.                                            | .Апр.                                            | .Мај.                                            | .Јун.                                            | .Јул.                                            | .Авг.                                            | .Сеп.                                            | .Окт.                                            | .Нов.                                            | .Дец.                                            | .Год.                                            |
| --------------------------------------------------------------------------- | ------------------------------------------------ | ------------------------------------------------ | ------------------------------------------------ | ------------------------------------------------ | ------------------------------------------------ | ------------------------------------------------ | ------------------------------------------------ | ------------------------------------------------ | ------------------------------------------------ | ------------------------------------------------ | ------------------------------------------------ | ------------------------------------------------ | ------------------------------------------------ |
| Апсолутни максимум, °C (°F)                                                 | 10,0 (50)                                        | 15,0 (59)                                        | 19,6 (67,3)                                      | 30,0 (86)                                        | 33,9 (93)                                        | 37,0 (98,6)                                      | 37,8 (100)                                       | 38,0 (100,4)                                     | 34,4 (93,9)                                      | 27,1 (80,8)                                      | 18,0 (64,4)                                      | 14,1 (57,4)                                      | 38,0 (100,4)                                     |
| Максимум, °C (°F)                                                           | 0,0 (32)                                         | 0,7 (33,3)                                       | 6,1 (43)                                         | 13,6 (56,5)                                      | 20,5 (68,9)                                      | 25,5 (77,9)                                      | 28,3 (82,9)                                      | 27,9 (82,2)                                      | 21,6 (70,9)                                      | 14,1 (57,4)                                      | 6,3 (43,3)                                       | 1,5 (34,7)                                       | 13,8 (56,8)                                      |
| Просек, °C (°F)                                                             | −2,4 (27,7)                                      | −2,0 (28,4)                                      | 2,8 (37)                                         | 9,8 (49,6)                                       | 16,5 (61,7)                                      | 21,2 (70,2)                                      | 23,8 (74,8)                                      | 23,3 (73,9)                                      | 17,3 (63,1)                                      | 10,6 (51,1)                                      | 3,7 (38,7)                                       | −0,9 (30,4)                                      | 10,3 (50,5)                                      |
| Минимум, °C (°F)                                                            | −4,6 (23,7)                                      | −4,5 (23,9)                                      | 0,1 (32,2)                                       | 6,3 (43,3)                                       | 12,4 (54,3)                                      | 16,7 (62,1)                                      | 18,9 (66)                                        | 18,3 (64,9)                                      | 13,1 (55,6)                                      | 7,2 (45)                                         | 1,2 (34,2)                                       | −3 (27)                                          | 6,8 (44,2)                                       |
| Апсолутни минимум, °C (°F)                                                  | −27,2 (−17)                                      | −25 (−13)                                        | −20 (−4)                                         | −7,3 (18,9)                                      | 0,0 (32)                                         | 5,6 (42,1)                                       | 8,9 (48)                                         | 5,0 (41)                                         | −1,1 (30)                                        | −8 (18)                                          | −17 (1)                                          | −24,5 (−12,1)                                    | −27,2 (−17)                                      |
| Количина падавина, mm (in)                                                  | 47,9 (1,886)                                     | 42,4 (1,669)                                     | 39,3 (1,547)                                     | 38,7 (1,524)                                     | 38,4 (1,512)                                     | 56,4 (2,22)                                      | 46,3 (1,823)                                     | 37,0 (1,457)                                     | 44,3 (1,744)                                     | 33,7 (1,327)                                     | 49,3 (1,941)                                     | 52,2 (2,055)                                     | 525,9 (20,705)                                   |
| Дани са падавинама (≥ 1.0 mm)                                               | 8,3                                              | 7,1                                              | 7,7                                              | 6,4                                              | 5,9                                              | 7,1                                              | 4,8                                              | 3,6                                              | 5,3                                              | 5,2                                              | 7,3                                              | 8,3                                              | 77,0                                             |
| Релативна влажност, %                                                       | 87,8                                             | 85,6                                             | 83,0                                             | 76,4                                             | 71,6                                             | 70,9                                             | 66,7                                             | 64,9                                             | 70,0                                             | 78,2                                             | 87,1                                             | 88,3                                             | 77,5                                             |
| Извор #1: Pogoda.ru.net (температуре и рекордно високе и ниске)             |                                                  |                                                  |                                                  |                                                  |                                                  |                                                  |                                                  |                                                  |                                                  |                                                  |                                                  |                                                  |                                                  |
| Извор #2: Светска метеоролошка организација (падавине и влажност 1981–2010) |                                                  |                                                  |                                                  |                                                  |                                                  |                                                  |                                                  |                                                  |                                                  |                                                  |                                                  |                                                  |                                                  |

### Екологија
Маријупољ предњачи у Украјини по обиму емисије штетних материја од стране индустријских предузећа. Недавно су водећа градска предузећа почела да се баве еколошким проблемима. Тако су у последњих 15 година индустријске емисије пале на скоро половину онога што су раније биле.
Због стабилне производње већине великих индустријских предузећа, град се стално суочава са еколошким проблемима. Крајем 1970-их, Жданов (Маријупољ) је био на трећем месту у Совјетском Савезу (после Новокузњецка и Магнитогорска) по количини индустријских емисија. У 1989. години, укључујући сва предузећа, град је имао 5.215 извора загађења атмосфере који производе 752.900 тона штетних материја годишње (око 98% из металуршких предузећа и Мариупољског коксохемијског комбината „Маркохим“). Чак и имајући у виду извесно ублажавање максимално дозвољених концентрација (максималних граница концентрације) у индустријској активности државе средином 1990-их, многе границе загађења су и даље биле прекорачене:
- 1.3 пута за амонијак
- 1.3 пута за фенол
- 2.0 пута за формалдехид

У стамбеним насељима која се налазе у близини индустријских гиганата, концентрације бензапирена достижу 6-9 пута веће од максималних граница концентрације; флуорни водоник, амонијак и формалдехид достижу 2–3 до 5 пута границе максималне концентрације; прашина и оксиди угљеника и водоник-сулфида су 6-8 пута већи од граница максималне концентрације; а диоксиди азота су 2–3 пута већи од граница максималне концентрације. Максимална концентрација фенола је прекорачена за 17к, а код бензапирена за 13-14к.
Непромишљени распореди грађевинских платформи Азовстаља и Маркохима (претпостављена је економичност транспортних трошкова, како током изградње 1930-их, тако и током каснијег рада) довели су до великих емисија штетних гасова у централне области Маријупоља. Интензитет ветрова и географска „равност“ смањују акумулацију дуготрајних загађивача, што донекле олакшава проблем.
Азовско море је у невољи. Улов рибе у овој области је веома смањен у последњих 30-40 година.
Активности заштите животне средине водећих индустријских предузећа у Маријупољу коштају милионе гривна, али изгледа да имају мали утицај на дуготрајне еколошке проблеме града.

## Демографија
Од 1. децембра 2014. у граду је живело 477.992 становника. Током 20. века становништво је порасло скоро дванаест пута. У граду живе Украјинци, Руси, Понтски Грци (укључујући Кавкаске Грке и Уруме), Белоруси, Јермени, Јевреји, итд. Главни језик је руски.
| Историјске популације | Историјске популације | Историјске популације | Историјске популације | Историјске популације |
| --------------------- | --------------------- | --------------------- | --------------------- | --------------------- |
| Година                | Град                  | Промене               | Метропола             | Промене               |
| 1778                  | 168                   | –                     | 168                   | –                     |
| 1782                  | 2,948                 | +1,655%               | 2,948                 | +1,655%               |
| 1850                  | 4,579                 | +55.33%               | 4,579                 | +55.33%               |
| 1897                  | 31,800                | +594.47%              | 31,800                | +594.47%              |
| 1913                  | 58,000                | +82.39%               | 58,000                | +82.39%               |
| 1939                  | 221,500               | +281.90%              | 221,500               | +281.90%              |
| 1941                  | 241,000               | +8.80%                | 241,000               | +8.80%                |
| 1943                  | 85,000                | −64.73%               | 85,000                | −64.73%               |
| 1959                  | 283,600               | +233.65%              | 299,100               | +251.88%              |
| 1979                  | 502,600               | +77.22%               | 525,000               | +75.53%               |
| 1987                  | 529,000               | +5.25%                | 552,300               | +5.20%                |
| 1989                  | 518,900               | −1.91%                | 541,000               | −2.05%                |
| 1994                  | 520,700               | 0.35%                 | 543,600               | 0.48%                 |
| 1998                  | 499,800               | −4.01%                | 521,300               | −4.10%                |
| 2001                  | 492,200               | −1.52%                | 514,500               | −1.30%                |
| 2002                  | 489,700               | −0.51%                | 510,800               | −0.72%                |
| 2005                  | 481,600               | −1.65%                | 502,800               | −1.57%                |
| 2006                  | 477,900               | −0.77%                |                       |                       |
| 2007                  | 477,600               | −0.06%                | 499,600               | –                     |
| 2008                  |                       |                       | 496,600               | −0.60%                |
| 2009                  | 471,975               |                       | 493,962               | −0.53%                |
| 2010                  | 469,336               | −0.56%                | 491,295               | −0.54%                |
| 2011                  | 466,665               | −0.57%                | 488,541               | −0.56%                |
| 2012                  | 464,457               | −0.47%                | 486,320               | −0.45%                |
| 2013                  | 461,810               | −0.57%                | 483,679               | −0.54%                |
| 2014                  | 458.533               | −0.71%                | 480.406               | −0.68%                |

Просечно годишње опадање становништва града од 2010. до 2014. године је износило 0,6%. Стопа смртности је 15,5%.

### Етничка структура
У граду се углавном и традиционално говори руски, док је етнички становништво подједнако подељено између Украјинаца и Руса. У граду постоји и значајна етничка грчка мањина.
У 2002. години, етнички Украјинци су чинили највећи проценат (48,7%), али мање од половине становништва; друга највећа националност били су Руси (44.4%). Истраживање из јуна–јула 2017. показало је да су Украјинци нарасли на 59% становништва Маријупоља, а да је руски удео пао на 33%.
У граду живи највећа популација Понтских Грка у Украјини са 21.900 становника, и са још 31.400 у шест оближњих руралних подручја, што укупно чини око 70% понтског грчког становништва у тој области и 60% у Украјини.
Етничка структура 2002. године
| Етничка припадност | Број људи | Проценат становништва |
| ------------------ | --------- | --------------------- |
| Украјинци          | 248,683   | 48.7                  |
| Руси               | 226,848   | 44.4                  |
| Понтски Грци       | 21,923    | 4.3                   |
| Белоруси           | 3,858     | 0.8                   |
| Јермени            | 1,205     | 0.2                   |
| Јевреји            | 1,176     | 0.2                   |
| Бугари             | 1,082     | 0.2                   |
| остали             | 6,060     | 1.2                   |
| Укупно             | 510,835   | 100                   |

### Језичка структура
У граду претежно говори руски. Од 60% до 80% становника на украјинском језику комуницира на суржику, због великог утицаја руске културе.
Већина села у региону у којима се говори грчки говори дијалект који се зове румејка односно огранак понтијског грчког. Овим језиком данас говори око 17 села. Савремени научници разликују пет поддијалеката румејке према њиховој сличности са стандардним новогрчким језиком. Ово је изведено из дијалекта првобитних понтских досељеника са Крима. Иако се румејка често описује као понтијски дијалект, ситуација је нијансиранија. Аргументи се могу изнети и за сличност румејке са понтским грчким и са северним грчким дијалектима. По мишљењу Максима Кисилијера, док румејски дијалект дели неке карактеристике и са понтским грчким и са северногрчким дијалектима, боље га је посматрати као посебан грчки дијалект, или чак групу дијалеката.
Село Анадол говори понтским језиком, које су населили досељеници из Понта у 19. веку. Након Октобарске револуције 1917. године, у региону је дошло до препорода Румејке. Совјетска администрација је основала грчко-румејско позориште, неколико часописа и новина, као и неколико школа на румејском језику. Најбољи румејски песник Георги Костоправ је за своје дело створио румејски песнички језик. Овај процес је преокренут 1937. године када су Костоправ и многи други Румејци и Уруми убијени у оквиру националне политике Јосифа Стаљина.
Нови покушај да се очува осећај етничког румејског идентитета започео је средином 1980-их. Украјински научник Андриј Билецки створио је ново словенско писмо за говорнике грчког језика. Иако бројни писци и песници користе ово писмо, становништво региона га ретко користи. Румејски језик се све мање користи, а најугроженији је стандардним модерним грчким језиком који се учи у школама и на локалном универзитету. Најновија истраживања Александра Громова показују да још увек постоји нада да ће елементи румејског становништва наставити да користе дијалект.
Поред оних који говоре румејски, постојало је и постоји неколико православних села која говоре татарски језик, такозвани Уруми, што је татарски израз за Румејце. Ова подела се већ догодила на Криму пре насељавања степског региона Азовског мора од стране Понтских Грка што је почело након пада Трапезунтског царства у североисточној Анадолији 1461. године. Дошло је до већег обима након завршетка руско-турског рата 1779. у оквиру руске политике насељавања и развоја региона уз лишавање Крима економски активног дела становништва. Иако су досељеници који су говорили грчки и татарски живели одвојено, језик Урума је дуго био лингва франка региона, и називан је језиком чаршије.
Постоји и низ насеља других етничких заједница, укључујући Немце, Бугаре и Албанце.
Матерњи језици становништва према попису Руске Империје 1897. године:
| Језик      | Град Маријупољ |
| ---------- | -------------- |
| Руски      | 19,670         |
| Украјински | 3,125          |
| Грчки      | 1,590          |
| Турски     | 922            |
| Укупно     | 31,116         |

Језичка структура 2001. године
| Језик                                | Број (особа) | Проценат (%) |
| ------------------------------------ | ------------ | ------------ |
| Руски                                | 457,931      | 89.64        |
| Украјински                           | 50,656       | 9.92         |
| Грчки (маријупољски грчки и урумски) | 1,046        | 0.20         |
| Јерменски                            | 372          | 0.07         |
| Белоруски                            | 266          | 0.05         |
| Бугарски                             | 55           | 0.01         |
| остали                               | 509          | 0.10         |
| Укупно                               | 510,835      | 100          |

### Верске заједнице
- 11 цркава Украјинске православне цркве Московске патријаршије.
- 3 цркве Украјинске православне цркве Кијевске патријаршије.
- 52 различите верске заједнице.

Град красе Саборна црква Светог Николе (у Централном рејону) и друге цркве:
- Светог Николе (Приморски рејон)
- Светог Михајла (Ливобережњи рејон)
- Светог Преображења (Приморски рејон)
- Светог Илије (Каљмијушки рејон)
- Успења (Ливобережњи рејон)
- Светог Владимира (Ливобережњи рејон)
- Светог Амвросија Оптинског (Каљмијушки рејон)
- Светог Варлампија (Каљмијушки рејон)
- Светог Ђорђа (Каљмијушки рејон)
- Богородице (Каљмијушки рејон)
- Светог Бориса и Глеба (Приморски рејон)

Поред цркава, у граду постоје и 3 џамије.

## Управљање

### Градска управа и локална политика
Бирачко тело Маријупоља традиционално подржава левичарске (социјалистичке и комунистичке) и проруске политичке партије. На прелазу из 21. века у Градском већу бројчано је преовладала Партија региона, а затим Социјалистичка партија Украјине.
На председничким изборима 2004. 91,1% грађана гласало је за Виктора Јануковича и 5.93% за Виктора Јушченка. На парламентарним изборима 2006. град је гласао за Партију региона са 39,72% гласова, Социјалистичку партију Украјине са 20,38%, Блок Наталије Витренко са 9,53% и Комунистичку партију Украјине са 3,29% гласова.
На парламентарним изборима 2014. Опозициони блок је освојио више од 50% гласова. Места у два градска изборна округа освојили су Сергеј Матвијенков и Сергеј Тарута.
Градоначелник (председник Извршног одбора Градског већа) града је Вадим Бојченко. На октобарским локалним изборима поново је изабран са 64,57% гласова као кандидат Блока Вадима Бојченка. На овим изборима за градоначелника Володимир Клименко из Опозиционе платформе — За живот добио је 25,84% гласова, кандидат Лидија Мугли добила је 4,72%, кандидат странке За будућност Јулија Башкирова добила је 1,68%, а кандидат странке Наша земља Михаил Кљујев је добио 0,99 % гласова. Излазност бирача на изборима била је 27%.

### Административна подела
| Рејони Маријупоља: Централни рејон Каљмијушки рејон Ливобережњи рејон Приморски рејон | Насељена места: 1 — Сартана 2 — Стари Крим 3 — Талаковка 4 — Гнутово 5 — Ломакине |

 Мариупољ је подељен на четири кварта или рејона.
- Каљмијушки рејон (до јуна 2016. се звао Иљичевски округ по Владимиру Иљичу Лењину[57]) је северни део града, највеће и најиндустријализованији део града. Познат је као Завод (Фабрика) Иљича.
- Ливобережњи рејон (до јуна 2016. се звао по Григорију Орџоникидзеу[57]) је источни део града, на левој обали реке Каљмијус. Његово име значи лева обала.
- Приморски рејон је јужна област града, на обали Азовског мора. У свакодневном говору се назива једноставно Лука.
- Централни рејон је централни градски округ. Његов свакодневни назив је једноставно Центар или Град. Раније је био познат као Жовтневски рејон (Октобарски рејон) у знак сећања на бољшевички државни удар 1917. године.

Река Каљмијус одваја Ливобережњи рејон од преостала три рејона. Становништво је углавном концентрисано у Централном и Приморском округу. У Каљмијушком рејону налази се велика челичана и железара Иљич и фабрика Азовмаш. Ливобережњи рејон (Лева обала) је дом металуршког комбината Азовстал и фабрике Коксохим (кокса и хемикалија). Насеља Стари Крим и Сартана налазе се у непосредној близини градских граница Маријупоља (погледајте мапу).

### Грб
Савремени грб Маријупоља је потврђен 1989. Хералдичким терминима је описан као: Штит подељен на средини таласастом линијо, горњи део штита је сребрне боје, доњи азутно плаве. На средини штита се налази сидро са бројем 1778. Златно сидро има прстен на врху. Број 1778 означава годину оснивања града; сребрна боја симболизује челик, азурно плава симболизује море; сидро симболизује луку а прстен металургију.

### Градски празници
Празници посебни за Маријупољ укључују:
- Дан ослобођења града од фашистичких агресора (10. септембар)
- Дан града (недеља после дана ослобођења Маријупоља у септембру)
- Дан металурга – професионални празник многих грађана
- Дан машинских инжењера
- Дан помораца и други професионални празници

## Привреда

### Запосленост
У 2009. години званична стопа незапослености у граду била је 2%. Ова бројка, међутим, укључује само људе који су регистровани као „незапослени“ у локалном центру за запошљавање. Реална стопа незапослености је стога била виша.
Историјска стопа незапослености у Мариупољу  (крај године)
| Година | Незапосленост (% радне снаге) |
| ------ | ----------------------------- |
| 2006   | 0.4                           |
| 2007   | 0.4                           |
| 2008   | 1.2                           |
| 2009   | 2.0                           |

### Индустрија
У Маријупољу постоји 56 индустријских предузећа под различитим видовима власништва. Индустрија града је разнолика, са доминантном тешком индустријом. Маријупољ је дом великих челичана (укључујући неке од глобалног значаја) и хемијских фабрика; ту је и важна морска лука и железнички чвор. Највећа предузећа су Железара Иљич, Азовстаљ, Азовмаш Холдинг и Морска трговачка лука Маријупољ. Ту су и бродоградилишта, фабрике рибљих конзерви, разне образовне установе са студијама металургије и науке.
Укупна индустријска производња града за осам месеци 2005. (јануар – август) износила је 21378,2 милиона гривна (4,233 милијарде долара), у поређењу са 1999. – 6169,806 милиона гривна (1,222 милијарде долара). Ово је 37,5% укупне производње у Доњецкој области. Водећа делатност града је црна металургија, која чини 93,5% прихода града од индустријске производње. Годишње процене производње су у милионима тона гвожђа, челика, ваљаног гвожђа и агломерата.
- Челичана и железара Иљич (Маријупољски металуршки комбинат под именом Иљич) је интегрисани фабрика, са свим објектима за пун металуршки циклус. Са око 100 хиљада радника, други је по величини у Украјини, после Криворижстала. Предузеће је колективна својина Друштва закупаца (Акционарско друштво „Иљич-челик“; са око 37.000 радника-акционара). Шеф одбора предузећа је народни посланик Володимир Бојко. Предузеће има више структурних одељења: Менаџмент јавног угоститељства и трговине („УОПТ“, мрежа од 52 предузећа), апотекарска мрежа Иљич-Фарм, више од 50 агро продавница (бивши колективне фарме јужних делова Доњецке и Запорошке области), канцеларија рудника Комсомол, разна машинска предузећа у Черкашкој области, међународни аеродром Маријупољ, и телевизијска мрежа Маријупољ (локално позната као МТВ).
- Азовстаљ је још једна интегрисана фабрика („Комбинат“), трећа по величини у Украјини по бруто приходу. Њена производња варира у милионима тона сировог гвожђа, челика и ваљаног гвожђа годишње. Генерални директор компаније је Алексиј Биљи. Азовстаљ је уско повезан са маријупољском коксаром "Маркохем" од које добија кокс.
- Отворено друштво Азовмаш (Холдинг) је највеће машинско предузеће у Украјини специјализовано за производњу опреме за рударско-металуршке комплексе, цистерне, лучке дизалице, котлове, резервоаре за гориво итд. Председник је Олександр Савчук. Предузеће је раније било у власништву државе, а приватизовао га је Систем Капитал Менаџмент, доњецка финансијско-економска група.

- Азовска бродоремонтна фабрика (АСРЗ) је највеће предузеће у својој бранши на Азовском мору, такође у власништву Систем Капитал Менаџмента.
- Отворено друштво Маријупољска морска трговачка лука је највећа морска лука у источној Украјини кроз коју се превозе велике количине разних производа као што су угаљ, метал, производи машинског инжењеринга, различите врсте руда и житарица из и у различите градове као што су Доњецк, Харков, Луганск, и ближи региони Русије.
- Азовска поморска компанија која је до 2003. била у власништву Донбаске трговачке флоте, сада је такође у власништву Систем Капитал Менаџмента. Донбас Мершант Марине је сада банкротирано предузеће које је раније пословало из лука на Азовском мору као што су Маријупољ, Бердјанск, и Таганрог (Русија).

Наведена предузећа, заједно са мноштвом других који нису поменути, налазе се у слободној економској зони Азов.

### Финансије
БДП града у 2004. био је 22.769.400 ₴ ($4.510.400). Град је један од највећих давалаца доприноса у украјинском националном буџету (после Кијева и Запорожја).

## Култура

### Установе културе
Позоришта:
- Доњецко регионално драмско позориште је 2003. године као најстарије позориште у региону прославило 125 година постојања. За допринос духовном образовању позоришта, 2000. године награђено је лауреатом на конкурсу „Златни Скит“. Позориште је у великој мери уништено у руским ваздушним нападима 16. марта 2022.[62]

Биоскопи:
- Победа – сада затворено
- Савона
- Мултиплекс

Палате културе (рекреациони центри):
- Металургов („Металурзи“) из Челичане и железаре Иљич
- Азовстаљ
- Искра из Азовмаша
- Маркохем
- Морјаков
- Стојитељ
- Палата дечје и омладинске уметности
- Општинска палата културе

Изложбени салони и музеји:
- Регионални музеј Мариупоља
- Уметничка изложба Куинџи
- Етнографски музеј (раније Музеј Андреја Жданова)
- Музејске сале индустријских предузећа и њихових одељења, установа и градских организација и др.

Библиотеке:
- Централна библиотека Короленко;
- Централна дечја библиотека Максим Горки;
- Библиотека Серафимович (Најстарија библиотека у граду);
- Такође: библиотека Гајдар, библиотека Хончар, библиотека Хрушевски, библиотека Крупскаја, библиотека Куприн, библиотека Лесја Украјинка, библиотека Маршак, библиотека Морозов, библиотека Новиков-Прибој, библиотека Пушкин, библиотека Светлова, библиотека Тургењев, библиотека Франко, библиотека Чехов, библиотека Чуковски, библиотеке индустријских предузећа, установа и градских организација.

У околини града, на обали Азовског мора, ископани су археолошки споменици из неолитских гробница с краја трећег миленијума пре нове ере. Током ископавања откривено је преко 120 скелета. У близини су пронађени камени и коштани инструменти, перле, шкољке од шкољки и зуби животиња.

### Уметност и књижевност
Креативне организације уметника, Савез новинара Маријупоља, Књижевни савез «Азовије» (од 1924, око 100 чланова) и други. Дела маријупољских песника и писаца: Н. Берилова, А. Белоуса, Г. Мороза, А. Шапурмија, А. Савченка, В. Киора, Н. Харакоза, Л. Кирјакова, Л. Белозерове, П. Бесонова и А. Заруба су написана на руском, украјинском и грчком језику. Тренутно у граду живи 10 чланова Националне уније писаца Украјине.

### Фестивали
Од 2017. Маријупољ је домаћин МРПЛ градског фестивала, годишњег музичког фестивала, који се одржава сваког августа на плажи Пишчанка. Фестивал је почео 2017. године као „највећи догађај на источној обали“. Фестивал је вишежанровски: свака сцена има свој стил.
Гоголфест је годишњи мултидисциплинарни међународни фестивал савремене уметности, који садржи позоришне представе, дневне и ноћне музичке представе, филмске емисије, уметничке изложбе и дијалоге. Гоголфест 2018–2019 је одржан у Маријупољу. У 2019. фестивал је трајао од 26. априла до 1. маја 2019. године.

## Туризам и атракције
Туристичке атракције су углавном на обали Азовског мора. Око града је формиран појас одмаралишних насеља: Мелекино, Урзуф, Јалта, Седово, Безименоје, Сопино, Белосарај Коса, итд.
Прва одмаралишта у граду отворена су 1926. Дуж мора уска трака пешчаних плажа протеже се 16 км. Температура воде током лета креће се од 22—24 °C (72—75 °F). Трајање сезоне купања је 120 дана.

### Паркови
- Градски трг (Позоришни трг)
- Екстрим Парк (нове атракције у близини највеће у граду Палате културе металурга)
- Гуров Меадов-парк
- Градска башта ("Дечја централна јавна башта ")
- Парк Веселка (Ливобережњи рејон), назван по дуги
- Парк Азовстаљ (Ливобережњи рејон)
- Петровски парк (близу савременог стадиона Владимир Бојко и терена кошаркашког клуба „Азовмаш“, Каљмијуски рејон)
- Приморски парк (Приморски рејон)

### Споменици
Мариупољ има споменике Тарасу Шевченку, Владимиру Висоцком, Архипу Куинџи, и многим другим познатим личностима. У граду се могу наћи и споменици у част ослобођења Донбаса, металурзима и другима.
Ту су и споменици Макару Мази, Хрихорију Јуријевичу Хорбану, К.П. Апатову, и Тољи Балабухи, морнарима-командосима, пилотима В.Г. Семенишину и Њ.Е. Лавитском, војницима совјетске 9. авијационе дивизије, жртвама политичких репресија 1930–1950, итд. Током совјетског периода на централном тргу града био је споменик Андреју Жданову, по коме је град носио име од 1948. до 1990. године. Уметници В. Константинов и Л. Кузминков су вајари неких од споменика, укључујући и споменик митрополиту Игњатију, оснивачу Маријупоља.

## Инфраструктура
Маријупољ је други град по броју становника у Доњецкој области након Доњецка, и међу десет најнасељенијих градова у Украјини. Погледајте списак градова у Украјини.

### Архитектура и грађевинарство
Стари Маријупољ је област дефинисана обалом Азовског мора на југу, реком Каљмијус на истоку, на северу булеваром Шевченка, а на западу авенијом Металурхов. Састоји се углавном од ниских зграда и задржао је своју пререволуционарну архитектуру. После Другог светског рата изграђене су само Артјомова улица и авенија Миру.
Централна област Маријупоља (од авеније Металурхов до авеније Будивелњиков) готово у потпуности се састоји од административних и комерцијалних зграда, укључујући зграду градског већа, пошту, биоскоп Луков, Маријупољски хуманитарни универзитет, Пријазовски државни технички универзитет, Короленко централну градску библиотеку и многе велике продавнице.
Архитектура осталих стамбених насеља (Захидни, Схидни, Киров, Черемушки и 5. и 17. кварт) није посебно препознатљива или оригинална и састоји се од типичних стамбених зграда од пет до девет спратова. Термин „черемушки“ има посебно значење у руској култури, а сада и у украјинској; обично се односи на новонасељене делове неког града.
Стамбена површина града износи 9,82 милиона квадратних метара. Густина насељености је 19,3 становника по квадратном метру.
Преовлађује индустријска изградња. Масовна изградња усељивих квартова у граду завршена је 1980-их. Градска грађевинска индустрија је за девет месеци 2005. године извршила обим грађевинских уговора и грађевинских радова од 304,4 милиона гривни (60 милиона америчких долара). Густина града по овом параметру је 22,1%.

### Саобраћај
- Железничка станица Маријупољ: Град је повезан железницом са Донбасом (постоје линије за: Москву, Кијев, Лавов, Санкт Петербург, Минск, Брјанск, Вороњеж, Харков, Полтаву, Славјанск на Кубану).
- Марина у близини луке Маријупољ.
- Међународни аеродром Маријупољ

### Градски превоз
Маријупољ има превоз укључујући аутобуски превоз, тролејбусе, трамваје и таксије на фиксним рутама. Град је повезан железницом, морском луком и аеродромом са другим државама и градовима.
- Градски електрични превоз (МТТУ):
  - Трамваји (од 1933) – 12 рута (функционишу модели типа КТМ-5 и КТМ-8),
  - Тролејбуси (од 1970) – 14 рута (машине типа: Шкода 14Тр, ЗиУ-10, ЗиУ-9, ИуМЗ Т-1, ИуМЗ Т-2, МАН СЛ 172 ХО).
- Аутобуси – углавном маршрутке (приватни минибусеви који обављају градски превоз), на приградским и међуградским линијама.
- Друмска сервисна станица (која укључује превоз до Таганрога, Ростова на Дону, Краснодара, Кијева, Одесе, Јалте, Дњепра итд.) и приградска ауто станица (са рутама углавном у Доњецкој области).

### Комуникације
У граду раде сви водећи украјински оператери мобилне телефоније. У совјетско време у граду је радило десет аутоматских телефонских централа; недавно је додато шест дигиталних аутоматских телефонских централа.

## Здравство
Маријупољ је значајан медицински центар на југу Доњецке области.
Списак јавних болница (2021):
- Регионална болница интензивног лечења у Маријупољу []
- Градска болница бр. 1 у Маријупољу
- Градска болница бр. 4 у Маријупољу
- Градска болница бр. 9 у Маријупољу

## Образовање
У граду раде 67 средњих школа (48.500 ученика), две гимназије, три лицеја, четири вечерње школе, три интерната, две приватне школе, једанаест стручних образовних установа (6.274 ученика) и 94 дечије предшколске установе (12.700 деце).
Три високошколске установе:
- Државни технички универзитет Пријазовски
- Државни универзитет Маријупољ
- Институт за поморски транспорт Азовски

## Јавне организације
Постоји око 300 јавних удружења, укључујући 22 синдикалне организације, око 40 политичких партија, 16 група младих, 4 женске организације, 37 удружења борачко-инвалидских и 134 национално-културна друштва.

## Спорт
Маријупољ је родни град национално познатог пливача, освајача златне олимпијске медаље 1980. године, Александра Сидоренка који је живео у граду до своје смрти 20. фебруара 2022. године.
ФК Маријупољ је фудбалски клуб, са великом спортском традицијом и историјом учешћа у европским куповима.
Ватерполо тим «Иљичевец» је неприкосновени шампион Украјине. Освојио је првенство Украјине 11 пута. Сваке године игра у Купу европских шампиона и на првенству Русије.
Азовстал кану клуб на реци Каљмијус. Виталиј Јепишкин – треће место у Светском купу на 200 метара К-2.
КК Азовмаш слично као и ватерполо клуб "Иличевец", има бројне титуле првака државе. Значајне успехе постигле су и маријупољске школе бокса, грчко-римског рвања, уметничке гимнастике и других спортова.
Спортски објекти у граду:
- Стадион Володимир Бојко
- Спортски комплекс Азовстал
- Стадион Азовец (у прошлости познат као Локомотива)
- Спортски комплекс Азовмаш
- Спортски комплекс Садко
- Спортски комплекс Водник
- Јавни базен Нептун
- Шаховски клуб Азовстал

## Партнерски градови
- Таганрог